# 阜阳县
阜阳县，中国旧县名。
清朝雍正十三年（1735年），清朝政府升颍州为颍州府，增设阜阳县，为附郭县。评价：繁，疲，难。民国时仍属安徽省。
1947年6月25日，中国人民解放军豫皖苏军区独立旅和中原独立旅从太和县原墙集（今安徽省太和县原墙镇）出发，占领阜阳县城。6月27日，解放军撤出阜阳，国民政府继续占据阜阳。10月11日，华东野战军六纵十七师四十九团再度占领阜阳。第三天，解放军撤离。1948年3月20日，晋冀鲁豫野战军一纵与十一纵会师后，于25日奉命东进，围攻阜阳。4月7日，国军整编七十四师进入阜阳，后于7月29日夜（一说7月27日夜）奉命撤离。次日，国民政府在阜阳的守军全部逃窜，豫皖苏军区四分区独立三团进入阜阳，至此国民政府对阜阳县的管辖彻底结束。
1949年后，属阜阳专区（属皖北行署区）。1950年，将阜城市并入阜阳县。1964年，析阜阳县和涡阳、蒙城、凤台三县置利辛县。1971年为阜阳地区所辖，1992年11月20日撤销阜阳县，并入当时的县级阜阳市，以原县级阜阳市和阜阳县的行政区域为新县级阜阳市的行政区域。县级阜阳市于1996年1月1日撤销，其行政区域被划分为地级阜阳市三个市辖区即颍州区、颍东区和颍泉区，小部分劃入亳州市。